# Ätande
ÄTA används som förkortning för Ändrings- och tilläggsarbeten inom byggbranschen

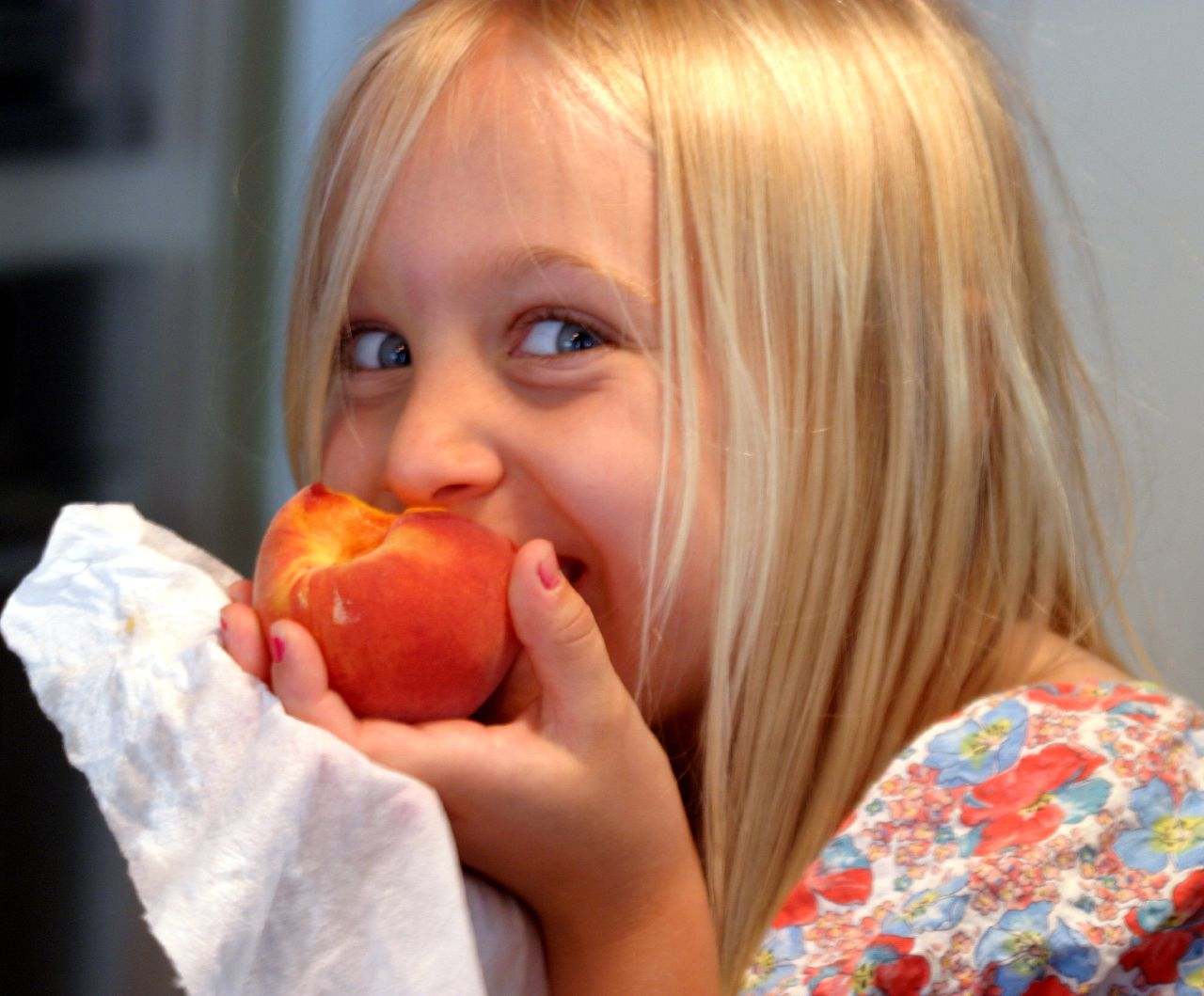
Flicka äter en persika.

Ätande är intagande av föda. Människor och djur äter med munnen, men det finns olika sätt att äta. Föda placeras i munhålan med hjälp av händerna. Sedan öppnas och stängs underkäken för att krossa födan mellan tänderna, samtidigt som den också bryts ner av enzymer i saliven. När födan är tillräckligt krossad till en sörja gör man en vågrörelse med tungan för att pressa ner födan i matstrupen. Där sker en sväljreflex, så att födan sedan trycks vidare till magsäcken. Denna procedur fortsätter tills födan är slut eller personen eller djuret känner sig mätt.